# Wilhelm Gottlieb Tennemann

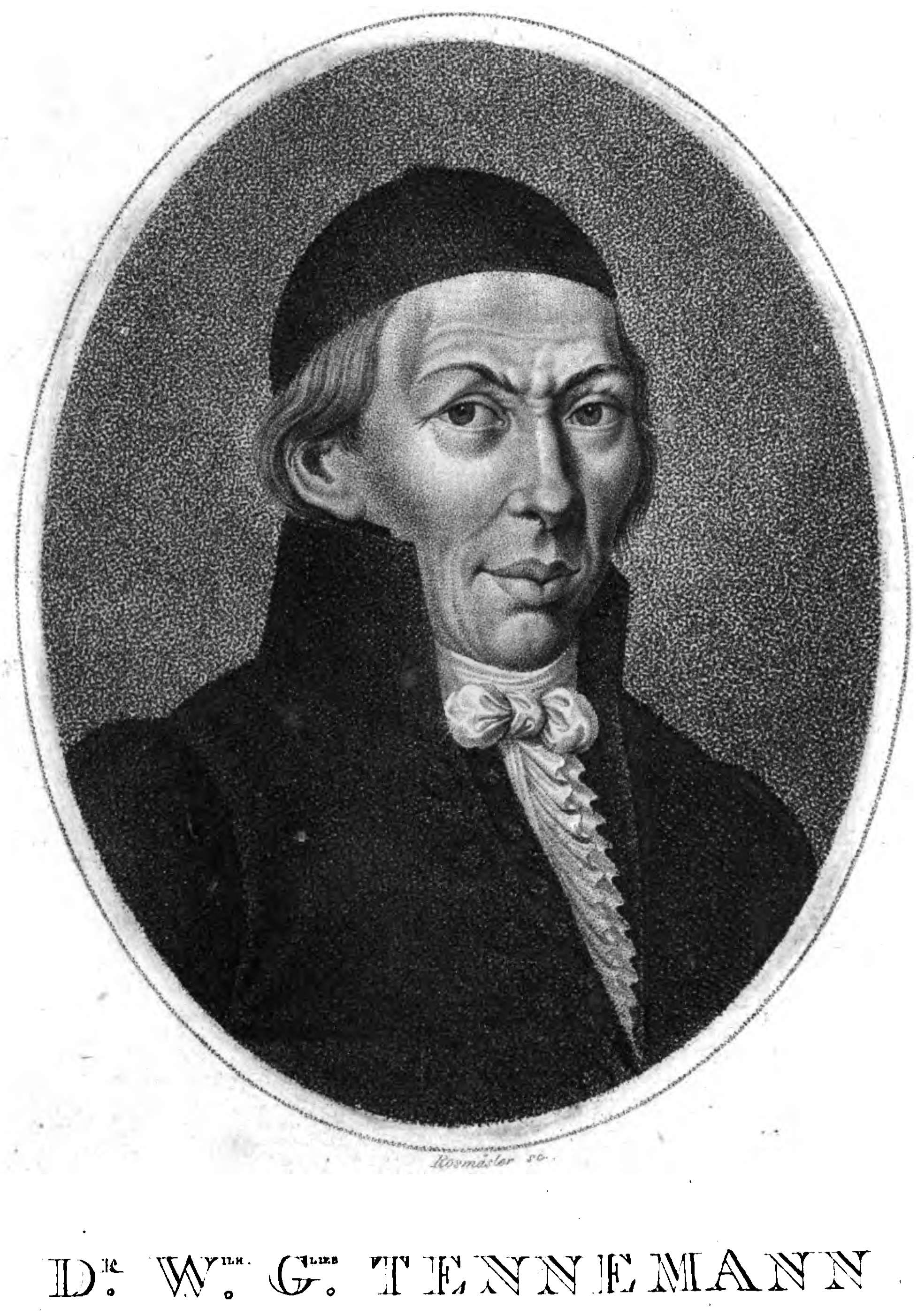

Wilhelm Gottlieb Tennemann (* 7. Dezember 1761 in Kleinbrembach; † 30. September 1819 in Marburg) war ein deutscher Philosoph und Philosophiehistoriker. Er verfasste ein von Fachleuten geschätztes mehrbändiges Werk der Geschichte der Philosophie, das 2010 neu aufgelegt wurde.

## Biografie
Tennemann, ein Sohn des Dorfpfarrers Johann Georg Tennemann, erkrankte als Fünfjähriger an den im 18. Jahrhundert oft seuchenartig auftretenden Pocken. Die Folgen dieser Krankheit beeinträchtigten seine Entwicklung. Seine lebenslange schwache Konstitution zusammen mit seiner zurückhaltenden Art behinderten auch später seine Vortragstätigkeit. Sein Vater unterrichtete ihn. Von 1778 bis 1779 besuchte er das Gymnasium in Erfurt. Anschließend ging er für sein Studium an die Universität Erfurt. Er studierte hier bei Johann Christian Lossius. 1781 wechselte er zur Universität Jena und besuchte hier Veranstaltungen von Johann August Heinrich Ulrich und Carl Leonhard Reinhold. Er beschäftigte sich insbesondere mit antiker und der damals noch jungen Kant'schen Philosophie. 1788 habilitierte er sich mit der Disputation einer Arbeit zur Widerlegung des Kantischen Rationalismus.
Er wurde im gleichen Jahr Privatdozent für Geschichte der Philosophie an der Universität Jena. Er publizierte in Jena Forschungsergebnisse wie die Lehren und Meinungen der Sokratiker über Unsterblichkeit (1791), vier Bände über das System der Platonischen Philosophie (1792/5), eine verbesserte Übersetzung von David Humes Enquiry Concerning Human Understanding (1793). In der von Carl Leonhard Reinhold verfassten Einleitung wurde der Skeptizismus Humes als mögliche Erneuerung philosophischer Entwicklungen gewürdigt. Dieser Arbeit folgte die dreibändige Übersetzung von Locke’s Versuch über den menschlichen Verstand (1795/7). 1795 begann er mit der Herausgabe seines mehrbändigen Werkes über Die Geschichte der Philosophie. Im gleichen Jahr heiratete er Christine Sophie Johanne Ruß. Zwei Jahre später (1797) wurde er Mitglied der Akademie gemeinnütziger Wissenschaften zu Erfurt. 1798 ernannte ihn die Universität Jena zum außerordentlichen Professor der Philosophie. 1804 folgte er einem Ruf auf eine Professur der Universität Marburg. Hier veröffentlichte er die zweibändige Übersetzung von J. M. Degerando’s Vergleichender Geschichte der Systeme der Philosophie (1806). Seit 1808 war er korrespondierendes Mitglied der Bayerischen Akademie der Wissenschaften.

## Wirken

„Soll die Geschichte der Philosophie nicht blos die Neugierde, sondern die Wissbegierde befriedigen, so kann ihr Zweck kein anderer seyn, als die gründliche Erkenntniss des allmähligen Werdens, Fortschreitens oder Zurückschreitens, mithin überhaupt des Ganges im Philosophieren, und der fortschreitenden Entwicklung der Philosophie als Wissenschaft. Dieser Zweck kann nicht durch blosse Kenntniss des Geschehenen, als wahrer und bestimmter Thatsachen, erreicht werden, sondern hängt auch von Erkenntniss der Gründe und Folgen oder des Zusammenhangs der Begebenheiten ab.“ (S. 5)

Als sein Hauptwerk gilt die nicht ganz vollendete Geschichte der Philosophie (1798–1819), aus der mit dem Grundriss der Geschichte der Philosophie für den akademischen Unterricht von 1812 ein Auszug vorlag. Nach seinem Tod bearbeitete und vervollständigte der Göttinger Philosophieprofessor Amadeus Wendt die unvollständig erschienene Veröffentlichung. Er benutzte dafür handschriftliche Notizen von Tennemann. Diese Ausgabe war bald vergriffen. Es folgten zwei weitere bearbeitete Auflagen von Wendt. 2010 erschien eine achtbändige Neuauflage seiner Geschichte der Philosophie. Georg Wilhelm Friedrich Hegel hat Tennemanns Arbeit in seiner Einführung in die Geschichte der Philosophie als zu stark historisierend kritisiert.
Bei Tennemanns Philosophiegeschichte handelte es sich um die zweite Veröffentlichung einer umfassenden Geschichte der Philosophie aus Sicht eines deutschen Philosophen. 70 Jahre früher hatte Johann Jakob Brucker eine erste Philosophiegeschichte vorgelegt.  Pierre Bayle, Christian Thomasius und Gottfried Wilhelm Leibniz hatten davor philosophiegeschichtliche Themen und konzeptuelle Überlegungen zu Prinzipien einer Geschichte der Philosophie veröffentlicht.
Bayle hatte sich in seinem Dictionnaire historique et critique darauf beschränkt, kurze Artikel zu verfassen und er stellte gegensätzliche Sichtweisen auf die jeweilige Philosophie dar. Die Artikel wurden in Form von Fußnoten durch einen umfangreichen bibliographischen Apparat ergänzt. Andere Philosophen sollten sich so selber ein quellentreues Bild von den dargestellten Philosophen und deren Philosophien machen können.
Tennemann folgte in seiner Geschichte der Philosophie dem Beispiel Bayles. Die umfangreiche Literatur zu einzelnen Philosophen war eine Fundgrube für philosophische Geschichtsforschungen. Am Schluss befanden sich Zeittafeln und ein Namensregister, das das Auffinden der entsprechenden Artikel erleichterte. Tennemann schrieb kenntnisreich und gut lesbar.
Tennemanns Schilderung der Philosophiegeschichte orientierte sich an dem Grundgedanken, dass Philosophiegeschichte Fortschritte und Rückschritte, Umwege und Irrtümer zeige, um zu einem bestimmten Ziel zu kommen. Für ihn war dieses Ziel die "Selbsterkenntnis der Vernunft" und die "letzten Begründungen" einer philosophischen Wissenschaft. Dieses Ziel diente ihm als Maßstab für die Wichtigkeit bzw. die Marginalität einer Philosophie. Die Geschichte der Philosophie war für ihn daher die Erzählung darüber, wie die Idee der Vernunft "sich in Stoff und Form verwirkliche". So hat z. B. Leibnizens "... Philosophie, voll von kühnen Hypothesen und herrlichen Entdeckungen, einen Fortschritt der philosophierenden Vernunft bewirkt, und eine Menge neuer Ansichten in Umlauf gebracht, wozu die französische Sprache, worin er gewöhnlich schrieb, viel beitrug."  Die Philosophen seiner Zeit beschrieb er in meist sachlich-neutraler Weise. Auf die Darstellung der antiken Philosophien wendete er bedenkenlos die Begriffe der Philosophie seiner Zeit an. "In theoretischer Hinsicht verfolgte man anfänglich eine Hypothese nach der andern, bis man ein System der Vernunfterkenntniss als Aufgabe erkannte.", charakterisierte er die Ionische Philosophie. Dies wurde in der Forschung zur Philosophiegeschichte neben der Anerkennung seiner Darstellung kritisch vermerkt.
Tennemann wollte mit seiner Philosophiegeschichte auch einen neuartigen Beitrag zu einer Weiterentwicklung der philosophiegeschichtlichen Forschungen seiner Zeit leisten. Es war ihm daran gelegen, die Person des Philosophen und seine Philosophie im Zusammenhang darzustellen. Für diesen Zusammenhang berücksichtigte er die Bedingtheit eines Philosophen durch Zeitgeschichte, Kultur, Nationalcharakter und Erziehung und die Fortschritte, die die Idee der Vernunft in seinem philosophischen System machte. Dieses anspruchsvolle Programm war ein Ergebnis der Aufklärungsdebatten über philosophische Geschichtskonzepte in der zweiten Hälfte des 18. Jahrhunderts. Es wurde nie wieder in der Tennemannschen Ausprägung in Angriff genommen. Tennemann hat für seine diesbezüglichen Kommentare viel Kritik erfahren. Seine von ihm in der Einleitung formulierten Kriterien ergaben dann Schlussfolgerungen wie z. B. die folgende über Nominalisten: "Fast alle diese waren zu ihrer Zeit ... helle Köpfe ohne besonderes philosophisches Talent;…" Den römischen Epikureern bescheinigte er, sie seien bis auf wenige Ausnahmen leichtsinnige und faule Philosophen gewesen: "Epikurus Lehre ... fand unter den Römern eine grosse Schaar von Anhängern ..., weil sie so leicht und bequem war, den Neigungen keine Gewalt antat ..."
Tennemann schloss seine Philosophiegeschichte mit folgendem Ausblick: "Wenn gleich die einander entgegengesetzten Richtungen der philosophierenden Vernunft, welche wir in der neuern Zeit wahrnehmen, alles Philosophieren verdächtig ..." mache, "... so müssen doch diese Versuche die Hoffnung beleben, die philosophierende Vernunft werde früher oder später zur wahren Selbsterkenntniss gelangen, die wahre Methode des Philosophierens immer mehr entwickeln, ..."

## Würdigung und Kritik
Tennemanns philosophiegeschichtliches Programm dokumentiert eine Zäsur innerhalb des Prozesses der Ausprägung einer mehrheitlich gültigen philosophischen Auffassung europäischer Philosophiegeschichte. Das Prinzip sachlicher Darstellung von Philosophien wurde beibehalten. Es wurde dazu verwendet, um bestimmte spekulative philosophiegeschichtliche Prinzipien des deutschen Idealismus und der Aufklärung aufweisbar zu machen. Andere Prinzipien wurden verworfen. In der Folge wurde die Verbindung zwischen rationalistisch geprägter Textinterpretation und metaphysischer Spekulation zur Didaktik der universitären Philosophie. Das von Kontinuitätsvorstellungen und zeitlos gültigen Paradigmen des Philosophierens geprägte Selbstverständnis der philosophischen Wissenschaft bewirkte seit dem Ende des 19. Jahrhunderts eine Ausgrenzung der Philosophie aus dem Kanon der anderen Wissenschaften. Vertreter der universitären Philosophie sind in der Gegenwart u. a. damit beschäftigt, die entstandene Sonderrolle zu begründen und zu verteidigen.

## Werke
- Lehren und Meinungen der Sokratiker über Unsterblichkeit. Jena 1791. Bei Google-Buch. Neu erschienen 2010 bei Biblio Bazaar TB.
- System der Platonischen Philosophie. 4 Bände, Jena 1792–1795. Bei Google-Buch.
- Übersetzung von David Humes Enquiry Concerning Human Understanding. Jena 1793. Bei Google-Buch. Neu erschienen 2010 bei Kessinger Pub Co TB.
- Übersetzung: Lockes Versuch über den menschlichen Verstand.Jena 1795. Bei Google-Buch.
- Bemerkungen über die sogenannte Ethik bei Aristoteles. Jena 1798.
- Übersetzung von J.M. Degérandos Vergleichende Geschichte der Systeme der Philosophie. Mit besonderer Berücksichtigung der Grundsätze der menschlichen Erkenntnis. 2 Bände, Marburg 1806. Bei Google-Buch. Neu erschienen 2010 bei Kessinger Pub Co.
- Geschichte der Philosophie. 12 Bande, Leipzig 1798–1819. Bei Google-Buch. Neu erschienen 2010 bei Nabu Press TB, Bände 1–8.
- Grundriss der Geschichte der Philosophie für den akademischen Unterricht. Bearbeitet von Johann Amadeus Wendt, Professor für Philosophie in Göttingen. Leipzig 1829. Bei Google-Buch. Neu erschienen 2010 bei Biblio Bazaar TB.